# La Pipa
La Pipa: setmanari bilingüe, festiu i literari: fumará los dijous va ser un setmanari satíric que sortí a Reus l'any 1890. Al número 6 canvià de dia de sortida: "fumará'ls diumenges".

## Història
De curta durada, els seus continguts diferien molt dels setmanaris humorístics de l'època: no feia al·lusions polítiques ni socials, sinó acudits i xarades i històries de caràcter eròtic, molt inusual en aquell moment. Tenia algunes seccions fixes: "Teatres" amb crítiques teatrals, "Boquillas", amb acudits, "Qüentos", amb petits relats eròtics, i espais per versos i correspondència. El periodista i historiador reusenc Gras i Elies diu: "Anunciaba fumar todos los jueves, mas a las pocas pipadas dió con su cuerpo en tierra" Va ser criticada pel conservador Diari de Reus

## Aspectes tècnics
S'imprimia a la Impremta de Sabater en format foli. La redacció era a la Plaça del Rei, 10, el local de la impremta. Tenia 16 pàgines. El seu director va ser Josep Salvat Isern. El primer número va sortir el 17 de gener de 1890 i es té notícia del número 10, del 30 de març de 1890. Es desconeixen els números que van sortir.

## Localització
Els exemplars coneguts són a la Biblioteca Central Xavier Amorós.